# Mammillaria crucigera
Mammillaria crucigera är en kaktusväxtart som beskrevs av Carl Friedrich Philipp von Martius. Mammillaria crucigera ingår i släktet Mammillaria och familjen kaktusväxter.

## Underarter
Arten delas in i följande underarter:
- M. c. crucigera
- M. c. tlalocii

## Bildgalleri

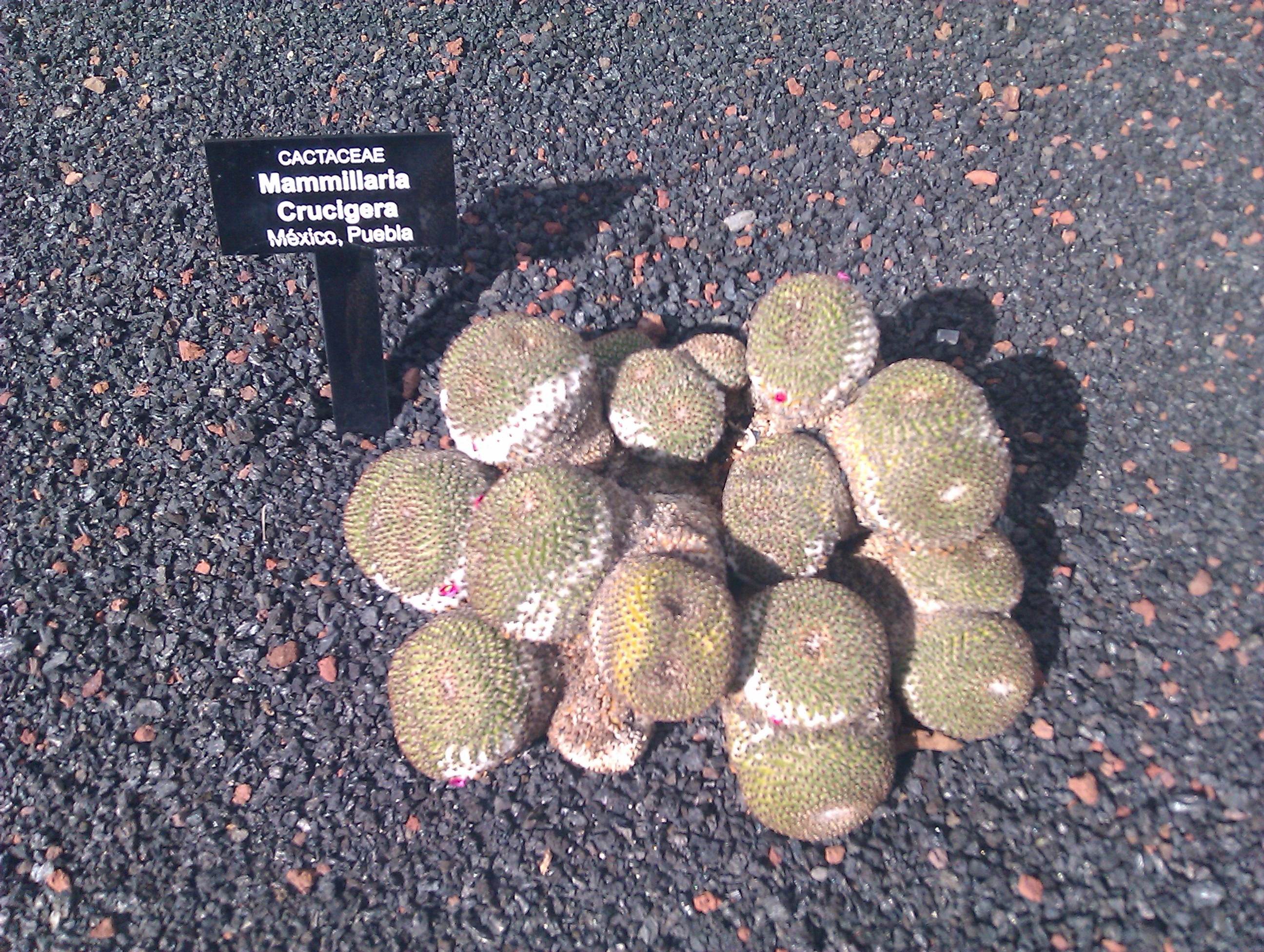
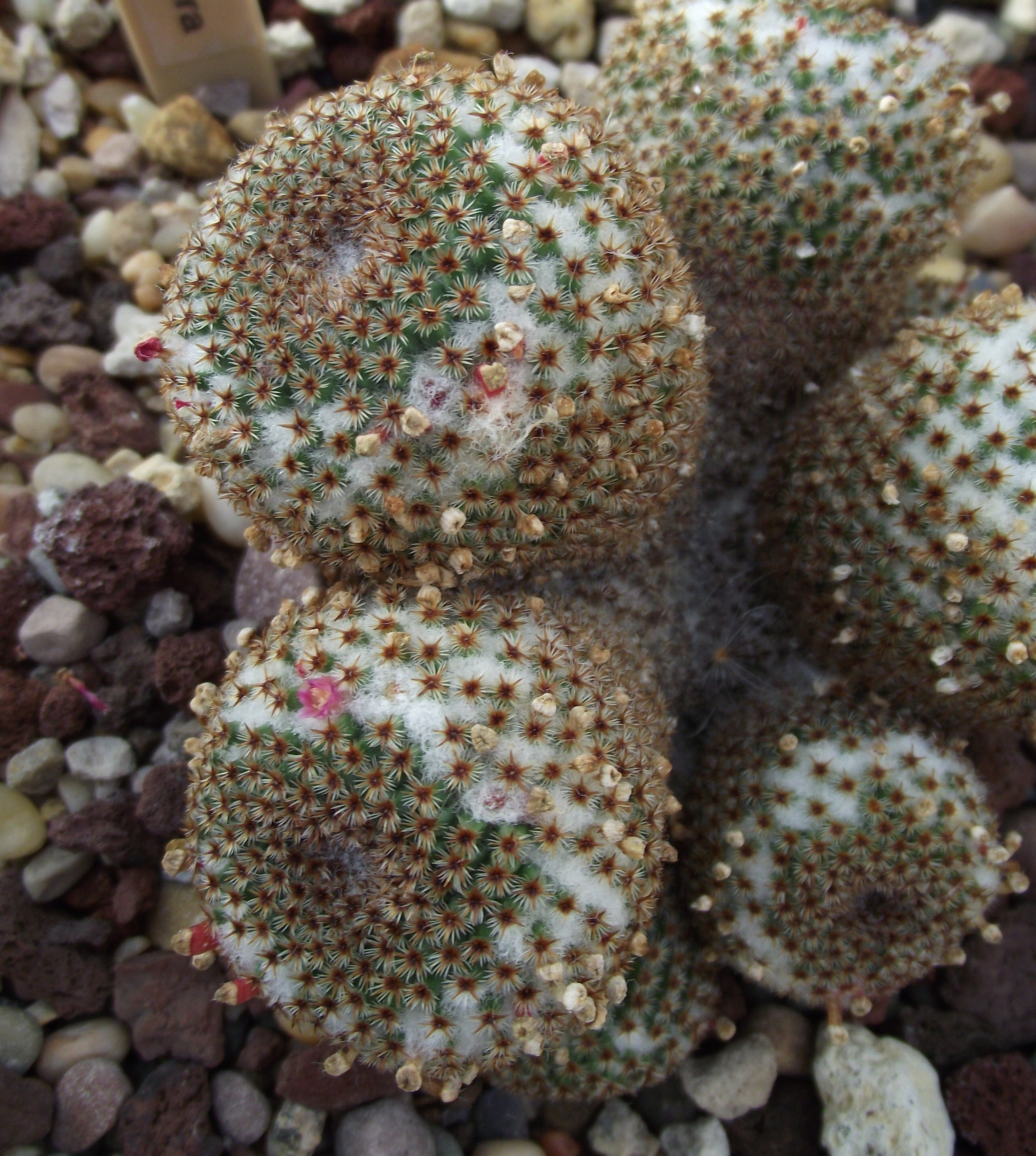
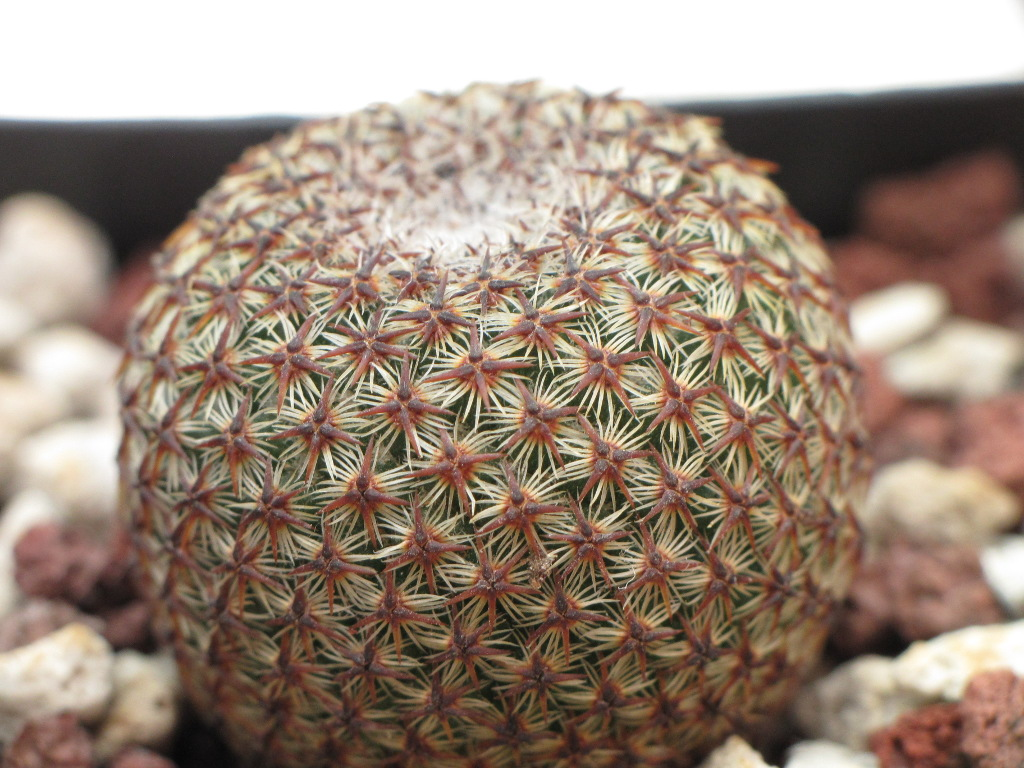
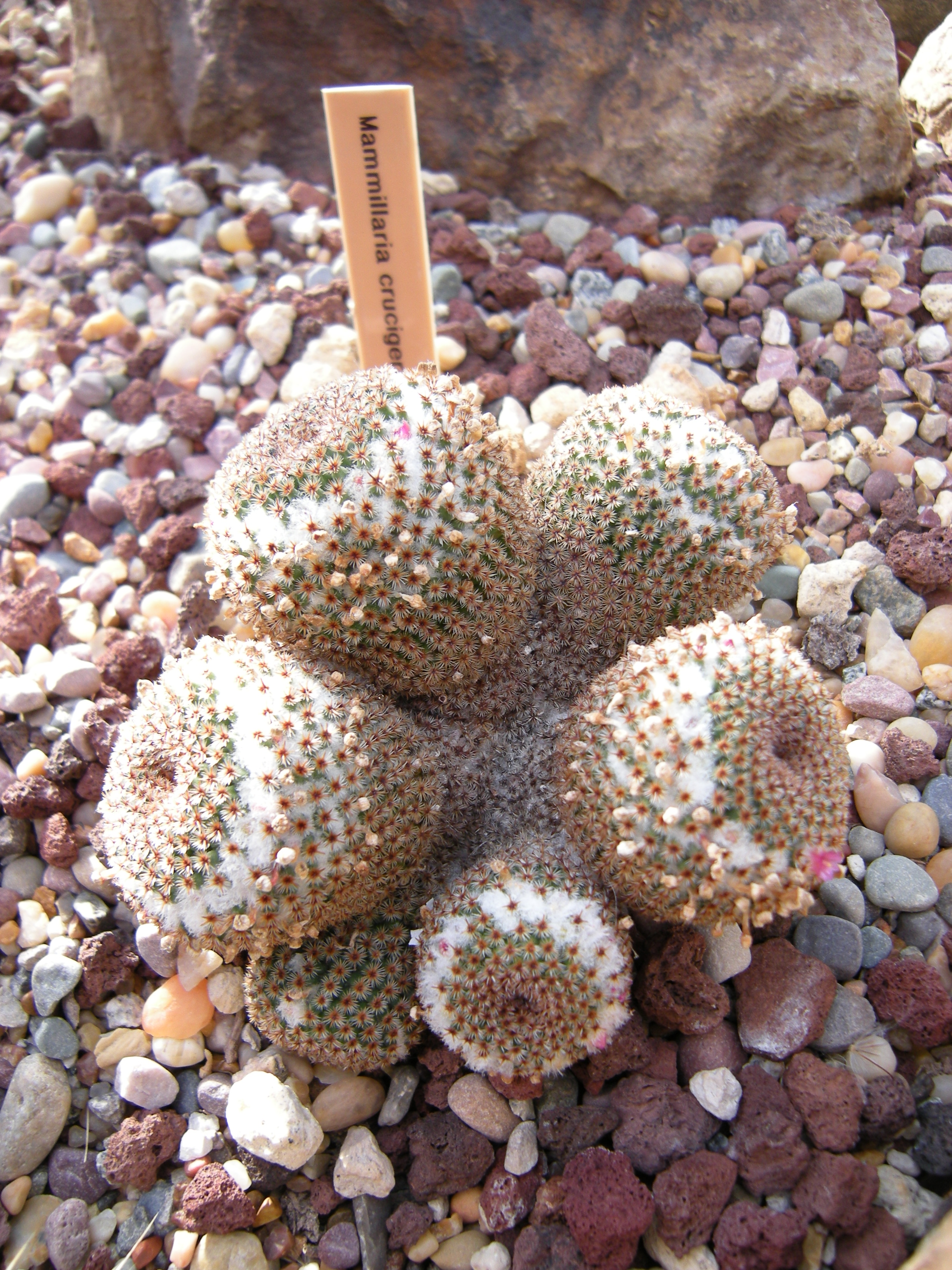